# برانتفورد (أونتاريو)
برانتفورد، أونتاريو (بالإنجليزية: Brantford)‏ هي مدينة كندية تقع في مقاطعة أونتاريو. تبلغ مساحة هذه المدينة 72.4719 (كم²)، ويبلغ عدد سكانها 90192 نسمة حسب إحصاء سنة 2006 م، بينما كان يسكنها 86417 نسمة في سنة 2001 م. تحتل هذه المدينة المرتبة رقم 53 بين مدن كندا حسب عدد السكان والمرتبة رقم 25 في المقاطعة. نما عدد السكان في هذه المدينة بنسبة (4.4) بين العامين المذكورين.

## أعلام
- توماس حيرام برستون
- هيرب ديكنسون
- واين جريتزكي
- جيمس إليشا براون
- جورج غوردون
- سيد بولتون
- آرثر تشارلز هاردي
- ألكسندر كونتي
- فيل هارتمان
- دوغ جارفيس
- بيل كوك

## وصلات خارجية
- الأطلس الحكومي لكندا
- إحصاءات كندا مع ساعة تعداد السكان